# Jim Sharman
Jim Sharman (Sydney, 12 marzo 1945) è un regista e sceneggiatore australiano, noto principalmente per aver scritto e diretto il film The Rocky Horror Picture Show.

## Carriera
Nel 1972 curò la regia del musical Jesus Christ Superstar con Dana Gillespie al Palace Theatre di Londra.

## Filmografia

### Regista
- Shirley Thompson Versus the Aliens (1972)
- The Rocky Horror Picture Show (1975)
- Summer of Secrets (1976)
- The Night, the Prowler (1978)
- Shock Treatment - Trattamento da sballo! (Shock Treatment) (1981)

### Sceneggiatore
- Shirley Thompson Versus the Aliens (1972)
- The Rocky Horror Picture Show (1975)
- Shock Treatment - Trattamento da sballo! (Shock Treatment) (1981)